# Сражение под Уманью
Сраже́ние под У́манью или Уманский котёл — окружение и разгром войск 6-й и 12-й армий Юго-Западного фронта и отдельных частей Южного фронта, произошедшее в конце июля — начале августа 1941 года в ходе наступления группы армий «Юг» вермахта.

## Военно-стратегическая ситуация
В первые недели операции «Барбаросса» группа армий «Юг», продвигаясь на восток, заняла Львов (30 июня), Тарнополь и Житомир (10 июля).
В ходе сражения под Луцком-Ровно-Бродами немцы разбили части 4-го, 8-го и 15-го, 9-го, 19-го и 22-го мехкорпусов Красной Армии из состава Юго-Западного фронта. К 29 июня сражение завершилось, немцы продолжили наступление.
10 июля командование советскими частями на Юго-Западном направлении передали маршалу Будённому — для координации действий Юго-Западного и Южного фронтов. Так, на Юго-Западном направлении оказались советские войска числом 1,5 млн человек. Они располагались от Полесских болот до Чёрного моря.
К тому времени между советскими 5-й и 6-й армиями вклинилась 1-я танковая группа Клейста, заняв Житомир и Бердичев и создав угрозу Киеву и угрожая советским 6-й и 12-й армиям, отступавшим из львовского выступа.
Над правым флангом 6-й и 12-й армий нависли части Клейста. С фронта и слева на них непрерывно давила 17-я армия Штюльпнагеля. С юга от границы с Румынией наступала 11-я армия фон Шоберта.

## Ход боёв

### Попытка окружения под Винницей: 16—21 июля
16 июля
Немецкий 48-й мотокорпус, отразив контратаки «Бердичевской группы» Александра Соколова, возобновил наступление.
16-я тд овладела городом Казатин (~25 км от Бердичева).
11-я тд, наступавшая левее, оказалась между 6 А и 26 А, и в первый день прорвалась на 70 км к юго-востоку. К 18 июля дивизия продвинулась ещё на 50 км, форсировала реку Рось и овладела Ставищем.
16-я тд, отбивая контратаки 6 А, а именно 37-го ск и группы Соколова, двигалась медленнее, и все же к 17 июля её передовые части овладели станцией Рось (~65 км от Бердичева).
Но уже 18 июля станцию контратаковали советские части: сводный батальон 16-го мехкорпуса и 3-я противотанковая бригада. Станция Рось была очищена от немецких войск.
Однако основной удар 16-го мехкорпуса закончился неудачей, к примеру, 15-я тд потеряла 90% танкового парка.
В то же время немцы прорвали фронт 12 А на рубеже Летичев-Бар. И силами 17 А попытались окружить и уничтожить 12 А у Винницы.
17 июля
С юга к Виннице подошла 1-й гпд 49-го ак. И начала обстреливать переправы через Южный Буг.
В то же время 4-я гпд с запада давила на отходившие части, а 24-я пд должна была ударить с севера и завершить окружение. После этого оставалось уничтожить войска, прижатые к реке. Их численность  оценивалась немцами в 50 тыс. человек.
Однако части РККА перегруппировались и нанесли контрудар силами 45-й тд и 99-й сд.
А в полосу 12 А успели перебросить свежую 60-ю горнострелковую дивизию с ЮФ. Так войска 12 А избежали окружения, до 20 июля сдерживали атаки на Винницу. И к утру 21 июля переправились через Южный Буг.
Отход производился согласно Директиве Ставки ВГК № 00411. Ещё в ночь на 18 июля главком Юго-Западного направления Буденный в своем донесении точно охарактеризовал складывающуюся обстановку: противник окончательно прорвал фронт 12-й армии, разделил её и создал угрозу тылу 6-й армии; в свою очередь, разрыв 6-й армии с соседом справа у г. Белая Церковь (26-й армией) составляет 90 км и «постепенно заполняется противником». Общий вывод был следующим:

1. Восстановить положение, бывшее до начала основного прорыва, с наличными силами фронта не представляется возможным.
2. Дальнейшее сопротивление 6 и 12 армий на занимаемых рубежах может повлечь в ближайшие 1—2 дня к их окружению и уничтожению по частям. 
Изложенная обстановка вынуждает меня просить Ставку разрешить командующему Юго-Западным фронтом произвести отвод 6 и 12 армий на фронт Белая Церковь, Тетиев, Китай-Город. В соответствии с этим правый фланг Южного фронта отвести на рубеж (иск.) Китай-Город, Тростянец, Каменка— Архив ЦАМО. Ф. 251. Оп. 4063. Д. 22. Л. 48
18 июля
В 16-00 Ставка согласовала отступление, указав промежуточные рубежи. Отходить следовало три ночи 19—21 июля под прикрытием арьергардов и авиации, с темпом 30—40 км в сутки.
Одновременно требовалось ударить тремя стрелковыми корпусами во фланг 1-й тг, действующей против 6 А. Противник перехватил приказ штаба 26 А и успел подготовиться к отражению удара.
В боях, которые продолжались до 22 июля, советские войска понесли большие потери и не добились существенного продвижения вперед. Линию, намеченную 18 июля для отступления 6 А и 12 А, уже прорвал противник. К 20 июля немцы находились на 60 км восточнее этой линии (Тараща).
Однако, пока вермахт отражал удары южнее Киева, он не мог завершить окружение 6 А и 12 А.

### Попытка окружения западнее Умани: 21—24 июля
Немцы в директиве ОКВ № 33 от 18 июля указали:
Важнейшая задача — концентрическим наступлением западнее Днепра уничтожить 12 А и 6 А, не допуская их отхода за реку. 
Но начальник генштаба Гальдер сомневался, что для этого будет достаточно удара на Умань. По его мнению, 1-й тг предстояло наступать на юго-восток на Кривой Рог, направив на Умань лишь часть сил правого фланга.
Так немцы ослабили северную охватывающую группировку. На юге им остро не хватало мощных подвижных соединений, поэтому охват совершала в основном пехота 17 А и 11 А.
После кризиса под Винницей советское командование перебросило сюда 18-й мехкорпус - он прикрыл разрыв между 12 А и 18 А, тем самым обеспечив им отход. В район севернее Умани из ЮФ выдвинулся 2-й мехкорпус Юрия Новосельского.
21 июля - ночная атака РККА
Вечером советские 6 А и 12 А у Оратова-Животова ударили по растянутой 16-й тд. Другие части немецкой 1-й тг советские войска сковали активными действиями. Немцы не смогли создать плотный заслон на пути отхода двух армий.

Немцы подтверждают успех советского ночного наступления: 
Благодаря превосходству сил им [войскам 6 А] удалось осуществить прорыв на 15 км в ширину. Обороняющиеся были разбиты и разбросаны, штаб отступил. Без руководства остатки не представляли, где находились собственные позиции, куда им следует прорываться. 16 разведывательный батальон и 16 мотоциклетный полк были заново сформированы в Бреслау (''Werthen W.''  Geschichte der 16. Panzer-Division 1939–1945, s.53-54) 
В последующие дни 6 А и 12 А продолжали пробиваться на восток, вступив в бой ещё и с 16-й мотодивизией из второго эшелона 48-го корпуса.
Части 37 ск и 49 ск 6 А продвинулись на 20 км. Южнее 24-й мехкорпус 12 А почти без танков при поддержке 2-й противотанковой артбригады выбил части 16-й тд из Монастырище, тем самым восстановив железнодорожное сообщение.
А на западе советские войска продолжали сдерживать натиск пехоты 17 А. Удар в районе Оратов-Животов-Монастырище имел лишь частичный успех. Сомкнуть фронт с 26 А не удалось.
Немецкие 16-я тд и 16-я мд 48-го корпуса втянулись в жестокие бои и не смогли двигаться к Умани. А вот 11-я тд, дальше всех продвинувшаяся на восток, не подвергалась ударам 6 А и 12 А. Она продолжала движение на юг, замыкая окружение.
Положение спас контрудар советского 2-го мехкорпуса.
На 20 июля во 2-м мехкорпусе было 400 танков, в т. ч. 10 КВ и 46 Т-34. Основную часть танкового парка составляли БТ, но лишь малая часть их была на ходу: 20 из 120 в 11-й тд, 75 из 161 в 15-й мд.
22 июля 2-й мехкорпус атаковал немецкую 11-ю тд. 23 июля оттеснил её севернее линии железной дороги, соединявшей Христиновку и Тальное. Советская 15-я мд атаковала 16-ю тд. Это содействовало успеху 24-го мехкорпуса у Монастырища.
24-25 июля 2-й мехкорпус продолжал атаки, но существенного продвижения не добился. Поставленная задача - соединиться с 26 А, восстановить сплошную линию фронта - осталась невыполненной.
Тем не менее, наступление немецкого 48-го мотокорпуса на Умань было сорвано. 6 А и 12 А продолжили отходить, обходя немецкие подвижные части, перешедшие к обороне.

### Образование котла: 25 июля — 2 августа
Гайсин - катастрофа
На северном фасе потенциального котла, где действовал немецкий 48-й корпус, ситуация стабилизировалась. Стороны не могли добиться значительного продвижения вперед.
Немцы начали накапливать войска — с запада постепенно подтягивалась пехота, готовая сменить подвижные части. Теперь их танки готовились ударить глубже в разрыв советских фронтов. 25 июля 68-я пехотная дивизия должна была сменить 16-ю мотодивизию. А 16 мд, в свою очередь, высвобождала 16-ю танковую дивизию 48-го мотокорпуса. А задачей 16-й тд был удар на Умань - чтобы перерезать пути отхода группы Понеделина.
Но активные действия советских частей опять сорвали планы немцев на спокойную перегруппировку. В итоге немецкую 16-ю тд вывели в резерв. А 16-ю мотодивизию (вместо отдыха на обводе котла) перебросили на левый фланг 48-го корпуса - наступать на Тальное и Новоархангельск.
25 июля в полосу немецкого 48-го корпуса прибыла бригада СС «Лейбштандарт». Она заполнила разрыв между 16-й тд и 11-й тд. Позже они вместе пытались наступать на Умань. Несмотря на местные успехи наступление бригады, как и всего корпуса, остановилось.
Таким образом, фронт севернее Умани в целом оставался стабильным.
Вместе с тем 25—28 июля в полосе немецкого 49-го горного корпуса, давившего на 12 А, произошли события с катастрофическими последствиями.
Вермахт ввел в бой 125-ю пд. Свежая дивизия атаковала 18-й мехкорпус 18 А и в кровопролитном бою выбила его из города Гайсин. Мехкорпус расчленили на части, он фактически исчез как полноценная боевая единица. После занятия Гайсина 125-я пд продолжила наступать на Ивангород-Умань, но встретила ожесточенное сопротивление и двигалась, с трудом отражая контратаки. Так, 28 июля в бою за Краснополку 421-й полк дивизии потерял 115 человек убитыми и 235 ранеными.
Соседи воспользовались успехом 125-й пд в бою за Гайсин. Так, оказался стремительным удар немецкой 1-й гпд 49-го корпуса. Здесь сформировали группу «Ланг» на автотранспорте. Группа за один день 26 июля рванула на 70 км на юго-восток. Она продвинулась от Гайсина до села Теплик и оказалась глубоко в тылу советских войск. Вслед за авангардом двинулись другие части 1-й гпд, а затем и соседняя 4-я гпд.
Передача 6 А и 12 А Южному фронту
Несколько дней советское командование не замечало этот прорыв. Потому что 25—27 июля управление советскими войсками в районе Умани оказалось дезорганизовано.
25 июля ЮЗФ предложил передать 6 А и 12 А в состав Южного фронта. Причина: разрыв с 26 А, который не удавалось закрыть. По сути 6 А и 12 А оказались оторваны от основных сил ЮЗФ. Предполагалось, что передача в ЮФ облегчит снабжение и управление, обеспечит плотную связь армий с правым крылом ЮФ. Предложение сочли обоснованным.
С 20-00 25 июля, согласно директиве Ставки № 00509, две армии передали Южному фронту. Предполагалось, что они отступят на рубеж Звенигородка-Тальное-Христиновка. При этом с командования ЮЗФ не снимали ответственность за судьбу армий. По проекту, удар 26 А на Жашков-Тальное обеспечивал связь между двумя фронтами. После отвода двух армий 18 А должна была занять рубеж Христиновка-Кодыма-Рашков. Причем Кодыма и Рашков уже были захвачены немцами.
Однако командование ЮФ получило сведения о состоянии армий лишь к вечеру 27 июля. Почти трое суток армиями никто не руководил.
Дело усугублялось тем, что две армии оказались лишены авиационной поддержки - из-за передачи армий в состав ЮФ. Прикрывавшие их ранее 44-я и 64-я авиадивизии остались в составе ЮЗФ. И 30 июля вышли из подчинения Музыченко, переключившись на поддержку 26 А. Новых авиасоединений армиям не передали. А авиация ЮФ оказывала помощь лишь эпизодически, преимущественно на стыке с 18 А.
29 июля
1-я горнопехотная дивизия заняла село Ладыжинка (около 20 км на юг от Умани), перерезав шоссе Умань-Одесса. Командир дивизии Ланц предлагал продолжить наступление до Новоархангельска — это завершило бы окружение группы Понеделина. Но командование 49-го корпуса не решилось на такой шаг. Дивизия остановилась, подтягивая отставшие части и отражая атаки с юга советской 18-й армии.
125-я пд 29 июля возобновила наступление и добилась крупного успеха, овладев селом Ивангород и станцией Христиновка (~20 км северо-западнее Умани). Ей на помощь поспешно выдвинулась 295-я пд, действовавшая левее. 4-я горнопехотная дивизия выдвигалась между 125-й пд и 1-й горнопехотной дивизиями, чтобы к 30 июля к продвинуться от Теплика до Россоши и далее на Умань.
Советское командование на захват ст. Христиновка своевременно не отреагировало . Лишь 29 июля начали отводить 2-й мехкорпус с фронта немецкого 48-го мотокорпуса немцев.
Командование Южного фронта требовало вывести мехкорпус в резерв ещё 25 июля, затем 28 июля повторило приказ, изменив место дислокации. Теперь мехкорпус должен был сосредоточиться не в районе Новоархангельска, а южнее Умани в районе Островец-Ладыжинка-Краснополье, где с 29 июля действовали горные егеря. Однако корпус отражал немецкие атаки, медлил с отходом, т. к. измученные 6 А и 12 А, вовлеченные в бои, не успевали надежно занять новые позиции.
Отход мехкорпуса 29 июля нарушил целостность советской обороны севернее Умани. Это позволило немецкой 1-й тг двигаться на Новоархангельск. При этом отошедший 2-й мехкорпус не получил задачи атаковать противника - 1-ю горнопехотную дивизию южнее Умани - и, по сути, бездействовал..
29 июля начал наступать немецкий 48-й корпус - на этот раз не на Умань, а на Новоархангельск. Его 16-я мд, действуя на левом фланге, захватила Тальное. Успешно продвигалась и 11-я тд, преодолев ж/д линию между Тальное и Христиновка. Неудачей завершились лишь атаки «Лейбштандарта» на правом фланге.
Бывали неудачи и у немцев. Например, поворот 1-й горнопехотной дивизии на юг. Вместо того, чтобы двигаться на село Подвысокое, что позволяло по кратчайшему маршруту соединиться с 48-м мотокорпусом, двигавшимся к Новоархангельску, дивизия получила задачу наступать на Голованевск. Её место должна была занять 4-я горнопехотная дивизия, но её выдвижение запаздывало.
Это был шанс группы Понеделина - 6 А, 12 А, 2-й мк. Так у советских войск ещё оставалась возможность избежать окружения.
30 июля

Начальник генштаба Гальдер записывает: 
На фронте группы армий «Юг» постепенно начинают сказываться результаты длительного перемалывания русских войск, действующих на Украине. Противник отходит. Несмотря на это, ввиду малой активности румын и учитывая наличие нескольких хорошо сохранившихся дивизий в составе русского Южного фронта, следует ожидать попытки противника удержать район Одессы и прилегающее к ней побережье. Одесса может стать русским Тобруком. Единственным средством против этого является прорыв 1-й танковой группы через Первомайск на юг.
Пехота немецкого 49-го корпуса возобновила наступление на Умань с запада, но не добилась крупных успехов. В свою очередь, контратаки советских войск, стремившихся отбросить противника и вернуть, в том числе, станцию Христиновка, также не увенчались успехом. Под прикрытием контратак продолжился спешный отвод 6 А и 12 А через Умань на юг и восток.
30 июля части советской 12 А нанесли удар на северо-восток. И хотя атаки ослабленных войск не были столь эффективны, они задерживали наступление немцев. В ожесточенных боях их противник - 11-я тд и «Лейбштандарт» - отбил все атаки. Однако в таких условиях немцы не могли спокойно наступать и запаздывали с перегруппировкой пехоты.
Крупного успеха добилась немецкая 16-я мотодивизия - она обошла основные силы советских войск, за 30 июля продвинулась от Тального до Новоархангельска. И наконец заняла оборону на 30 км фронта. Немецкое командование планировало ударить дальше на Первомайск (ещё на 70 км южнее). Но помешали сильные атаки РККА на позиции 16-й мд, отбитые только полным напряжением всех сил. Это заставило временно отказаться от удара на Первомайск.

Вечером 30 июля Гальдер пишет в дневнике: 
Очень успешный прорыв 1-й танковой группы на юг на Первомайск. Наконец-то! На восточном участке фронта (группы армий «Юг» у Киева) отражены многократные атаки противника. На отдельных участках противник предпринимал до 11 атак, одну за другой!
31 июля
Немецкая 1-я гпд захватила Голованевск, отбив все контратаки советских войск. Севернее 4-я горнопехотная дивизия 31 июля захватила село Дубово в 20 км юго-восточнее Умани. И отрезала армиям 6 А и 12 А ещё один из возможных путей отхода.
Таким образом, фронт советских войск был разорван. Невозможным стало его восстановление по намеченной линии Умань-Голованевск.
К вечеру 31 июля немецкая 17 А отказалась от попыток окружить советскую 18 А. 1-я гпд стала наступать от Голованевска на восток. И завершать окружение группы Понеделина. В это время 125-я немецкая пд вышла на ближние подступы к Умани и готовилась к штурму города.
Постоянно атаковали и советские войска. Так, командование ЮФ 31 июля приказало группе Понеделина очистить от противника район Тальное-Новоархангельск и соединиться с 212-й дивизией 26 А у Звенигородки. Однако немцы отбили большинство атак. Более того, подходила немецкая пехота - это позволило немцам освобождать подвижные соединения на северном фасе котла.
К вечеру 31 июля немецкая 11-я тд овладела селами Легедзино и Тальянки (~25 км северо-восточнее Умани). Немецкая 16-я мд продолжала удерживать линию Тальное-Новоархангельск. Хотя под ударами советской 60-й гсд ей пришлось оставить позиции у села Каменечье.
Но местные удачи уже не могли спасти от котла 6 А и 12 А. Постепенно сюда немцы подтягивали дополнительные силы: полк «Вестланд» дивизии СС «Викинг» и 9-я тд 14-го мотокорпуса.
Именно 9-я тд к вечеру 31 июля достигла Ольшанки (~20 км восточнее Новоархангельска), образовав внешнее кольцо окружения группы Понеделина.

Начальник Генштаба Гальдер записывает 31 июля: 
В результате успешных действий наших войск создается мешок в районе западнее и севернее Первомайска. 1-я танковая группа вклинилась в район сосредоточения 12 А противника, которые тот начал отводить с фронта. В ходе наступления 1-я танковая группа, по-видимому, раздавила левым флангом одну дивизию противника.
Обстановка на фронте вечером:

Противник ведет атаки с юга против фланга 11-й армии. Перед фронтом 17-й армии отмечается упорное сопротивление русских. 1-я танковая группа заходит в тыл противнику, находящемуся перед фронтом 17-й армии. При этом противник атакует правый фланг танковой группы изнутри, а левый фланг — извне. Однако группа имеет настолько глубокий уступ влево, что эти атаки никакой опасности не представляют. Мы впервые ведем бой с перевернутым фронтом, в котором перевернутым фронтом является не фланг, образуемый подвижными соединениями, а фронт самих соединений, совершающих обходный маневр.
1 августа
Единственный проход в котле, не занятый немцами, оставался на юго-востоке. На юге действовал относительно слабый заслон из двух горнопехотных дивизий. Но командование ЮФ о срочном выводе группы Понеделина и не помышляло - здесь не теряли надежды восстановить положение. И даже планировали - совместным ударом с 26 А - разгромить прорвавшегося противника, который, по их мнению, двигался к Днепру.
Предполагалось, что 12 А прорвет кольцо окружения, соединится с деблокирующими частями, а 6 А будет препятствовать сжатию котла. В итоге обе армии займут оборону по восточному берегу р. Синюха. С юга атаковал советский 17-й ск 18 А. Однако в боях 1 августа атаки 17-го ск остановлены у Голованевска. А запада наступали войска 52-го корпуса, а также 8-й венгерский корпус. И командарм-18 решил отступить к Первомайску.
Один из последних путей отхода группы Понеделина на юг отрезала немецкая 1-я гпд, оседлав шоссе Покотилово-Новосёлка. 1 августа 125-я пд, не встретив серьёзного сопротивления, овладела городом Умань.
Советские войска, не переставая, атаковали противника. Так, 6 А остановила наступление немецкой 4-й гпд на Подвысокое. Однако действия немецких горных егерей помешали 6 А прорваться навстречу 18 А.
Постоянные удары советской 12 А на фронте Легедзино-Тальное-Свердликово немцы отражали с трудом. Так, из Новоархангельска немецкую 16-ю мд выбили 44-я гсд и группа генерала В. В. Владимирова. Для восстановления положения немецкий 48-й мотокорпус задействовал бригаду СС «Лейбштандарт». После смены пехотными частями бригада выдвигалась к Новоархангельску с задачей захватить село Терновка (ещё на 15 км южнее). Это фактически означало бы полное окружение группы Понеделина. Вместо этого эсэсовцы вступили в бой за Новоархангельск. Хотя к вечеру они выбили советские войска, однако от дальнейшего продвижения вынуждены были отказаться.
По итогам боев 1 августа в 6 А и 12 А пришли к выводу - прорыв на северо-восток и восток невозможен.
Командарм-12 Понеделин использовал разрыв в позициях немцев и обошёл «Лейбштандарт», укрепившийся в Новоархангельске. Село Терновка очистили от немцев ударом 211-й воздушно-десантной бригады. Терновка стала удобным плацдармом через р. Синюха. Здесь через реку переправилась 49-я тд, 10-я дивизия НКВД. А 2-3 августа через Терновку выходили тылы окруженных армий.

В дневнике Гальдера в этот день появляется запись:  
Группа армий «Юг»: 17-я армия и 1-я танковая группа успешно ведут бои на окружение войск противника. На отдельных участках фронта 17-й армии противник оказывает упорное сопротивление.  
2 августа
В 00.20 генерал Музыченко просит у Южного фронта разрешить самостоятельный прорыв на юго-восток через Терновку-Покотилово, поскольку «промедление истощит армию и приведет к катастрофе». Не дожидаясь ответа, он стал стягивать войска в район прорыва.
Но командование ЮФ расценило донесение Музыченко как паническое. И повторно приказало прорываться на восток - хотя там уже сосредотачивались немецкие 48-й и 14-й мотокорпуса. Все атаки армии Музыченко немцы отбили, хотя и с большим трудом. Так, один из батальонов немецкой 16-й мд за день потерял 61 человека убитыми и 42 ранеными.
К месту вероятного прорыва подходит немецкая 4-я гпд, безуспешно пытавшаяся прорвать оборону на р. Ятрань, где защищались 189-й сд и 21-й кавполк НКВД. Теперь она идет на юг, чтобы укрепить позиции 1-й гпд .
У села Полонистое немцы неожиданно обнаружили неохраняемые мосты. Плацдарм быстро захватили. Егеря начали движение к селам Копеньковатое и Подвысокое. И на подступах к ним столкнулись с колоннами отступавших советских войск. Начались ожесточенные бои, продолжавшиеся несколько дней.
В течение 2 августа 1-я гпд прорвалась на 15 км на восток от с. Троянка до с. Корытно на берегу Синюхи. В это время на противоположном берегу Синюхи появились передовые части немецкой 9-й тд 14-го мотокорпуса, которая двигалась восточнее 48-го корпуса, не подвергаясь атакам группы Понеделина.
Так завершилось полное окружение группы Понеделина. Хотя кольцо ещё несколько дней оставалось неплотным, немцы смогли перекрыть лишь некоторые основные направления. Но с севера подходили освободившиеся 11-я и 16-я тд, а на южный фас котла подтягивалась пехота 17 А.

Начальник Генштаба Гальдер записывает: 
Бои на окружение группировки противника проходят в соответствии с планом. Однако противник бросает в бой все силы, расположенные в непосредственной близости к фронту. Уже слишком поздно говорить о том, что противник может предпринять планомерное отступление. 

### Бои в котле, попытки прорыва: 3—15 августа
В окружении восточнее Умани оказались (данные на 30 июля — 1 августа 1941 года):
12 армия:
- 8-й стрелковый корпус (72-я и 192-я горнострелковые дивизии)
- 13-й стрелковый корпус (10-я дивизия НКВД, 99-я стрелковая дивизия, 60-я горнострелковая дивизия)
- 24-й механизированный корпус (почти без танков, остатки 45-й и 49-й танковых дивизий, 216-я моторизованная дивизия, 58-я горнострелковая дивизия)
- 44-я горнострелковая дивизия (резерв командующего).

6-я армия:
- 49-й стрелковый корпус (140-я и 190-я стрелковые дивизии)
- 37-й стрелковый корпус (80-я и 139-я стрелковые дивизии)
- 16-й механизированный корпус (остатки 39-й танковой и 240-й моторизованной дивизий, всего 1 Т-28, 29 Т-26 и БТ, 26 бронемашин; 15-я танковая дивизия выведена на переформирование, подчинены отряды из 141-й и 173-й стрелковых дивизий)
- 189-я и 197-я стрелковые дивизии, 211-я воздушно-десантная бригада (резерв командующего)
- 3-я артиллерийская бригада противотанковой обороны

2-й мехкорпус:
- 11-я танковая дивизия (1 КВ, 18 Т-34, 15 БТ, 5 Т-26, 43 бронемашины, 22 орудия калибром 76,2 мм и выше)
- 16-я танковая дивизия (9 БТ, 26 Т-26, 2 огнеметных, 48 бронемашин, 49 орудий калибром 76,2 мм и выше)
- 15-я моторизованная дивизия (60 БТ, 27 плавающих Т-37, 42 бронемашины, 36 орудий калибром 76,2 мм и выше)

Площадь малого кольца окружения восточнее Умани первоначально составляла 40 на 40 км.
Общее число окруженных — до 127 тысяч человек, из них «активных штыков» около 35—40 тысяч.
3 августа
Немецкая 16-я тд овладела Первомайском и соединилась с венгерскими частями. В окружении оказалась часть советской 18-й армии. Немецкая 11-я тд сменяла 9-ю тд, 297-я пд сменяла 16-ю мд, уплотняя внутренний фронт окружения.

Советские войска продолжали попытки прорыва, но их атаки ослабевали, остро сказывался недостаток боеприпасов. Ещё 2 августа Понеделин докладывал:
Снаряды не поступают. Осталось по два-три выстрела.
К 3 августа командование Юго-Западного направления осознало бесперспективность прорыва на восток и приказало отходить на юг к 18 А.
Но комфронта ЮФ продолжал требовать от Понеделина прорыва на восток, приказав 4 августа наступать на Новоукраинку (~60 км восточнее Терновки).
При этом командование ЮФ дало подчиненным уничижительную характеристику:

Группа Понеделина продолжает оставаться в прежнем положении, причем совершенно непонятна медлительность в выполнении неоднократного приказа о выводе его частей на р. Синюха… От Понеделина получена радиограмма панического содержания, что организованный выход из боя без уничтожения своей материальной части или без немедленной помощи извне якобы невозможен. Эта оценка положения Понеделиным неверна, и сплошного фронта нет. Имеются промежутки до 10 и более километров. Топтание на месте Понеделина другим иначе объяснено быть не может, как только растерянностью, нераспорядительностью, неэнергичностью.— Сборник боевых документов Великой Отечественной войны. Вып. 9. С. 172.

Начальник Генштаба Гальдер в дневнике жалуется, что замыкать котел немцам мешает погода: 
Паршивая погода! Сулившие вначале успех бои по окружению группировки противника задерживаются ливнями, которые повлекли за собой уменьшение подвижности моторизованных соединений. Несмотря на это, имеются все основания полагать, что нам удастся добиться решающего успеха. 10—12 окруженных дивизий противника будут, видимо, полностью разбиты. Решающую роль в ходе будущих боев сыграет то, какое количество сил противника сумеет прорваться на юго-восток.

Обстановка вечером: Войска ГА Юг в районе северо-западнее и западнее Первомайска окружили большое количество войск противника. Частными атаками удалось расчленить окруженную группировку. Это ускорит ее окончательное уничтожение. 
4 августа
Плацдарм на восточном берегу р. Синюха занимала группа генерала Николая Прошкина. В неё входили части 44, 58-й гсд, 45, 49-й тд, 211-й воздушно-десантной бригады. Всего 3400 активных штыков, 30 орудий, 3 боеспособных танка.
Немецкие 9-я тд, 11-я тд, 1-я гпд и «Лейбштандарт» ударили и ликвидировали плацдарм у с. Терновка, занимаемый группой Прошкина. Советские части пыталась атаковать на Тишковку, но потерпели поражение в бою с танковыми дивизиями. Немецкая 1-я гпд  отбросила группу Прошкина к Терновке, прижала к реке и атаковала с тыла. Группу Прошкина полностью разгромили. Сам генерал-майор Прошкин 6 августа попал в плен, где скончался от тифа спустя полгода.
Разгромили и советскую 44-ю гсд. А к утру 5 августа немцы полностью заняли восточный берег р. Синюха, уничтожив советские войска, успевшие переправиться раньше.

Немцы понимают — без боя противник в котле не сдастся, будет прорыв. Гальдер записывает 4 августа: 
Придется смириться с тем, что довольно крупные силы противника сумеют прорваться через кольцо окружения вдоль нижнего течения Днепра. Возможно, противник эвакуирует войска: во всяком случае, из накопившихся данных явствует, что большое количество колонн противника двигается частично пешим маршем по параллельным дорогам. 
А в советском командовании о судьбе окруженных армий уже не заботились. Ставка в это время уже думала о создании нового оборонительного рубежа. Хотя от окруженцев ещё требовали ударить на Умань и Звенигородку, Сталин сказал Кирпоносу:
Главное — выработка предложений по новой линии обороны.
5 августа
На этот день 6 А и 12 А наметили новое наступление - на юг и юго-восток, на Первомайск, где предлагалось соединиться с 18 А. Они не знали, что 18 А ещё 3 августа  была оттуда выбита.
А немецкий 49-й горный корпус на 5 августа планировал наступлением сломить сопротивление окруженных войск.
Весь день шёл ожесточенный встречный бой, обе стороны не добились целей. Но немецкий 49-й корпус удержал позиции, продвинулся вперед и вышел к селу Подвысокое, атаковав штаб группы Понеделина. Отражали атаку работники штаба, погиб начальник 1-го отделения оперотдела 6 А полковник Борис Андреенко.
К 5 августа территория, удерживаемая окруженными, составляла всего 10 на 10 км и полностью простреливалась противником. Отсутствовали запасы горючего, боеприпасов и продовольствия. Единственным выходом был немедленный прорыв из окружения. В ночь с 5 на 6 августа предприняли решительную попытку. Основной удар наносили подразделения 6-й армии и единственное боеспособное соединение 12-й армии - 8-й ск.
Сформировали транспортные колонны. Действовали без артподготовки. Достигнув оборонительных позиций противника, бойцы спешивались, прорывали оборону, вновь грузились на машины и продолжали двигаться вперед. Генерал Музыченко и часть штаба двигались на танках в «колонне особого назначения». После прорыва первой полосы обороны ей предстояло самостоятельно двигаться на соединение с 18-й армией.
Критической ошибкой стала недооценка ширины обороны противника. По мнению командира 16-го мехкорпуса Соколова, она составляла 5-10 км, командование 6-й армии считало, что им противостоит только 4-я горнопехотная дивизия, а севернее Первомайска уже находятся советские войска. Командование ЮФ не оповестило их, что город давно потерян.
6 августа - Зелёная Брама
В 4 утра советские войска обрушились на позиции 1-й и 4-й гпд. Командование дивизий утратило управление войсками и не смогло остановить прорыв. Красноармейцы шли вперед, не считаясь с потерями и раз за разом сминая заслоны на своем пути. Оборона 49-го корпуса была прорвана на всю глубину, под удар попали тыловые подразделения и позиции дальнобойной артиллерии. Захваченные орудия использовали для поддержки ударных групп.
В ходе прорыва советские войска захватили Голованевск и село Емиловка, таким образом, они продвинулись почти на 20 км. Но вместо советской 18 А они столкнулись с немецким 52-го ак и остановились.
Немецкая артиллерия, прикрывающая тылы и переправы, встречала окруженцев мощным огнем. Движущиеся колонны попадали под обстрел, распадались, застревали на переправах и в бездорожье. Удар артиллерией и авиацией окончательно уничтожил советские транспортные средства. Красноармейцы продолжали прорываться пешком, но сделать это удалось отдельным мелким группам.
К полудню немцы восстановили управление горнопехотными дивизиями. Они вновь попытались завершить разгром окруженцев - действиями 125-й пд, 97-й пд, 1-й гпд, 4-й гпд 49-го корпуса, 24-й пд, 297-й пд 44-го корпуса, при поддержке «Лейбштандарта».
Оборона советских частей распалась на изолированные очаги. Попытка штурма села Подвысокое была сорвана, село Копенковатое переходило из рук в руки. Основным укрытием для окруженных стали прилегающие лесные массивы, в том числе Зелёная брама. Но они не могли спасти от огня тяжелой артиллерии немцев.
7 августа
В ночь окруженцы предприняли последнюю централизованную попытку прорыва. Направление удара вновь было изменено.
От села Подвысокого 12 А прорывалась на восток, к реке Синюха - через позиции немецких 1-й гпд и 297-й пд. Штаб армии был распущен, начштаба генерал Баград Арушанян разрешил подчиненным выбираться самостоятельно.
На северной опушке Зелёной Брамы сосредотачивался 2-й мехкорпус с остатками 140-й и 197-й дивизий. Они готовились ударить на северо-восток, через позиции 24-й пд, 125-й пд. Генерал Новосельский тоже распустил штаб и отправил штабных работников в стрелковые цепи, идущие на прорыв, и сам поступил так же.
Остатки ударных групп 6 А ещё держались в районе Емиловки, готовясь ночью продолжать прорыв. Но «колонна особого назначения» вечером 6 августа была разгромлена, генерал Музыченко и ряд других командиров попали в плен.
Бойцам 12 А ночной атакой удалось смять оборону противника и отдельными группами прорваться к реке Синюха. Однако там их встретили немецкие 11-я тд и эсэсовцы «Лейбштандарта». Попытка прорыва закончилась полной неудачей. Танк, на котором прорывался генерал Понеделин, был подбит, его взяли в плен вместе с командиром 13-го стрелкового корпуса Николаем Кирилловым. Относительно успешно прорвался лишь отряд 99-й сд под командованием начарта дивизии полковника И. Д. Романова. Вышли к своим начарт 12 А генерал Н. В. Гавриленко и начштаба Арушанян.
Успешнее оказался прорыв на северо-восток. Несколько групп пробились сквозь немецкую 125-ю пд. В полосе 24-й пд также состоялся крупный прорыв. Немцам для его парирования пришлось спешно возвращать на старые позиции по восточному берегу Синюхи войска: 16-я мд, полк СС «Вестланд» и разведбат «Лейбштандарта». Тем самым была сорвана их перегруппировка. Прорвавшиеся красноармейцы разделились на мелкие группы и выходили из окружения, не ввязываясь в бои. Командир и комиссар 2-го мехкорпуса успешно вышли к своим через несколько месяцев.
Группа из отрядов прорыва 6 А объединилась под началом комдива Соколова. Ночью группа на 7 августа пробилась от Емиловки до Новосёлки, напав на штаб 466-го полка 257-й пд и уничтожив батарею 155-мм орудий. Для ликвидации группы Соколова понадобились силы 9-й тд. Её разгромили на восточном берегу Синюхи. Комдив Соколов попал в плен тяжело раненым и вскоре скончался. Выйти удалось начштаба дивизии генерал-майору Михаилу Ноздрунову с группой бойцов - они оторвались от преследования и вышли к своим. Удалось прорваться и группе 190-й сд с примкнувшими бойцами других соединений. Вышел из окружения командир 45-й дивизии комбриг Михаил Соломатин.
Хотя в целом попытка прорыва в ночь на 6 августа окончилась неудачей, она показала, что если бы 1-2 августа группа Понеделина здесь прорывалась сдержать такой удар немцы бы не смогли.
Днем 7 августа немцы привели в порядок части после ночного боя, начали новое наступление. Наученное горьким опытом командование 49-го корпуса не ставило подчиненным решительных задач. Однако сопротивление оказалось неожиданно слабым, большие массы красноармейцев начали сдаваться в плен. Сказалась как деморализация от общей безнадежности ситуации, так и уход в прорыв командования и решительно настроенных бойцов.
За 7 августа немцы окончательно очистили села Подвысокое и Копенковатое, начали прочесывать лесных массивы. Последняя организованная группа собралась вокруг командира 49-го ск Сергея Огурцова. Но вскоре группа распалась, а сам он попал в плен 9 августа. Группы красноармейцев продолжали попытки выбраться из окружения вплоть до 13—15 августа.

## Последствия
6 А, 12 А и 2-й мк были окружены в результате ошибок командования, в первую очередь, ЮФ. Войска не смогли восстановить связь с 26 А и выйти из окружения на соединение с 18 А.
Длительная и упорная борьба окруженных армий надолго сковала немецкие силы 1-й танковой группы и 17-й армии, не позволив противнику окружить остальные силы Южного фронта.
Борьба от Бердичева до Новоархангельска (220 км) продолжалась месяц - это облегчило оборону Киева и эвакуацию промышленности Криворожья.

## Потери
Вопрос о потерях является дискуссионным. На 20 июля 6 А и 12 А насчитывали 129,5 тыс. человек, а 2-й мк - 28,4 тысячи: всего 157,9 тысяч.
По данным комбрига Н. П. Иванова, бывшего начштаба 6 А, который прорвался из окружения и вел учёт 11-15 августа, число вышедших из окружения составило всего 5 тыс. бойцов и командиров.
Комфронта ЮФ И. В. Тюленев, пытаясь уменьшить масштаб поражения, сначала оценил число вышедших из окружения как 10-15 тысяч человек и 2000 автомашин. После запроса точных данных (которых, как оказалось, не было) число вышедших в полосе ЮФ определено как 10961 человек, 1015 автомашин и два орудия. Число избежавших окружения искусственно завысили. Например, в их число включили задержанных заградотрядами. А численность батальонов связи указали в два раза больше штатной.
Плюс ещё 24 июля 3000 человек из 190-й сд оказались вне кольца окружения.
На Южном фронте из тылов 11-й тд сформировали отряд в 1000 человек. Из тылов 6 А и 12 А - батальон.
Кроме того, вывезли 3620 раненых. 
Однако данные от начала августа неполны: окруженные продолжали выходить из котла весь август и в начале сентября. Многие ушли в партизаны.
По оценке О. И. Нуждина, число избежавших окружения и в конечном итоге вырвавшихся из него можно оценить в 15 тысяч человек.
Согласно немецкой статистике, к 8 августа были взяты в плен 52,8 тыс. человек частями 17 А и 45,5 тыс. человек частями 1-й тг. Итого 98 307.
Но в итоговом отчете 49-го корпуса 17 А указано 64 911 пленных. Это в сумме с данными по 1-й тг дает цифру 110 418.
Также было обнаружено 18,5 тысяч погибших бойцов и командиров Красной армии. Таким образом, большая часть военнослужащих 6 А,12 А и 2-го мк, принявших участие в сражении под Уманью, погибли либо попали в плен.

### Попавшие в плен
- Командующие армиями:
  - командующий 6-й армией генерал-лейтенант И. Н. Музыченко
  - командующий 12-й армией генерал-майор П. Г. Понеделин
- Командующие корпусами:
  - командир 49-го стрелкового корпуса генерал-майор С. Я. Огурцов (и его предшественник генерал-майор И. А. Корнилов)
  - командир 13-го стрелкового корпуса генерал-майор Н. К. Кириллов
  - командир 8-го стрелкового корпуса генерал-майор М. Г. Снегов
  - командир 16-го механизированного корпуса комдив А. Д. Соколов (тяжело ранен, скончался 12 августа)
- Командующие дивизиями:
  - командир 44-й танковой дивизии полковник В. П. Крымов (тяжело ранен, вскоре скончался)
  - командир 44-й Киевской краснознамённой горнострелковой дивизии им. Щорса генерал-майор С. А. Ткаченко
  - командир 58-й горнострелковой дивизии генерал-майор Н. И. Прошкин
  - командир 72-й горнострелковой дивизии генерал-майор П. И. Абрамидзе
  - командир 80-й Краснознамённой Донецкой стрелковой дивизии генерал-майор В. И. Прохоров
  - командир 139-й стрелковой дивизии полковник Н. Л. Логинов
  - командир 141-й стрелковой дивизии генерал-майор Я. И. Тонконогов
  - командир 213-й моторизованной дивизии полковник В. М. Осьминский (тяжело ранен)

Прочие старшие офицеры (неполный список):
- начальник штаба 192-й горнострелковой дивизии подполковник В. И. Свечников
- командир 15-го отдельного зенитного артиллерийского дивизиона 15 танковой дивизии майор А. Т. Морозов (в плену с 18.8.41 по 3.5.45)

### Погибли
- Командующие корпусами:
  - командир 24-го механизированного корпуса генерал-майор В. И. Чистяков
  - командир 37-го стрелкового корпуса комбриг С. П. Зыбин
- Командующие дивизиями:
  - командир 8-й танковой дивизии (на момент гибели — командир «группы Фотченкова») полковник П. С. Фотченков
  - командир 49-й танковой дивизии полковник К. Ф. Швецов
  - командир 16-й танковой дивизии полковник М. И. Мындро
  - командир 15-й моторизованной дивизии генерал-майор Н. Н. Белов
  - командир 216-й моторизованной дивизии полковник А. С. Саркисян
  - командир 173-й стрелковой дивизии генерал-майор С. В. Верзин
  - командир 197-й стрелковой дивизии полковник С. Д. Губин
  - командир 60-й горнострелковой дивизии полковник Б. А. Сорокин (и его предшественник полковник М. Б. Салихов)

Советских военнопленных поместили в созданный на территории глиняного карьера кирпичного завода около города Умань концлагерь, неофициально названный «уманская яма» (на фото).
В нём из-за плохих условий содержания многие погибли.
В местах боёв и в лагере немцы и пособники расстреливали военнопленных евреев, комиссаров, «политбойцов», раненых и ослабевших.

## Командиры, вышедшие из окружения
Из командиров корпусов вышел из окружения лишь генерал-лейтенант Ю. В. Новосельский (2-й механизированный корпус).
Командиры дивизий:
- полковник Г. И. Кузьмин (11-я тд);
- полковник Н. В. Старков (39-я тд);
- генерал-майор М. Д. Соломатин (45-я тд);
- полковник И. В. Горбенко (240-я мд, попал в плен, но вскоре бежал);
- полковник П. П. Опякин (99-я сд, попал в плен, но вскоре бежал);
- полковник Л. Г. Басанец (140-я сд, ушёл в партизаны, перешёл линию фронта в январе 1943 г.[28]);
- полковник Г. А. Зверев (190-я сд, попал в плен, но выдал себя за украинца, был отпущен и уже 6 сентября перешёл линию фронта);
- генерал-майор П. Ф. Привалов (192-я гсд);
- полковник И. С. Могилянцев (10-я сд НКВД, в ходе прорыва был ранен, укрыт местными жителями, после выздоровления перешёл линию фронта).

Также вышли из окружения полковник Д. И. Турбин (3-я бригада ПТО), полковник В. А. Глазков (211-я воздушно-десантная бригада).

## Документы
- Журнал боевых действий штаба 11 тд (15.06.1941-06.03.1942 г.) в электронном банке документов «Память народа», Архив ЦАМО, Фонд 3068, Опись 1, Дело 5